# Spanic
Spanic was een Spaanse eurodance-act die in de jaren 90 van de twintigste eeuw enkele singles uitbracht. De groep bestond uit Carmen Bárbara, Fina Vercher en Rafael Gisbert. Hun enige hit was Sister Golden Hair, een cover van de groep America, afkomstig van hun gelijknamige album. Sister Golden Hair haalde de top-10 van de Nederlandse Top 40. 
| Single met eventuele hitnotering(en) in de Nederlandse Top 40 | Datum van verschijnen | Datum van binnenkomst | Hoogste positie | Aantal weken | Opmerkingen |
| ------------------------------------------------------------- | --------------------- | --------------------- | --------------- | ------------ | ----------- |
| Sister Golden Hair                                            |                       | 03-09-1994            | 7               | 7            | Alarmschijf |

- International Standard Name Identifier: 0000 0000 8912 9409
- MusicBrainz: 4965f52b-bbba-471c-8d8f-8fba4e54f3da
- Virtual International Authority File: 129800298